# Rave World
Rave World (ましまえん?, Mashima-en) è una raccolta di one-shot manga scritti e disegnati da Hiro Mashima. La raccolta è stata pubblicata in due volumi, editi dalla Kōdansha in Giappone con il titolo Mashima-en e dalla Star Comics in Italia.

## Volume 1

### Magician
Breve racconto che narra le vicissitudini di un club scolastico che è costretto a sciogliersi per mancanza di membri. Grazie però all'entrata in scena di una ragazza e di uno strano cane, il presidente del club riesce a far cambiare idea al preside. È stato pubblicato su Shonen Magazine nel 1998.

### Fairy Tale
Ambientato in uno strano mondo, il racconto narra dell'avventura di Silva, principe del regno del fuoco, che accompagnato da El, la principessa del regno dell'acqua, cercherà di recuperare il libro di Devilma, rubato da Barbara, la medusa del regno oscuro. È stato pubblicato nel settembre del 2002 sulla rivista Magazine Fresh. Nonostante il titolo sia molto simile, il manga non ha nulla a che vedere con Fairy Tail pubblicato dallo stesso autore.

### Cocona
Il mini-racconto di una ragazza-demone che cerca di diventare un essere umano a causa del suo amore per un uomo. Pubblicato in Giappone nel 2002 dalla Shonen Magazine.

### L'avventura di Plue II
Come dice il titolo è una mini avventura di Plue, personaggio di Rave - The Groove Adventure.
Pubblicato nel 2002 in Giappone dalla Shonen Magazine.

## Volume 2

### Bad boy song
Racconta di un gruppo di ragazzi che in procinto di prendere il diploma decidono di organizzare un concerto live per quel giorno, incontrando mille difficoltà. Il manga è stato pubblicato su Shonen magazine fresh nell'agosto del 1998.

### Magic party
Elena Alteria è stata mandanta dalla sua maestra di magia a recuperare il libro di Talna, aiutata dal draghetto Bom Sentence, un umano tramutato dalla magia. Il manga è stato pubblicato su Shonen magazine fresh nel settembre del 2000.

### Xmas hearts
Strato, assistente di Babbo Natale, dovrà sconfiggere una perfida nemica che vuole rovinare il Natale.
Pubblicato su Shonen Magazine nel 2003.

### Gruppo combattente Mixture
Il mixture è un gruppo di combattenti addestrati alla guerra che hanno il compito di uccidere i mostri che hanno invaso il pianeta. Pubblicato sul numero 48 di Shonen magazine nel 2003.